# Redenção do Gurguéia
Redenção do Gurguéia är en kommun i Brasilien.   Den ligger i delstaten Piauí, i den östra delen av landet, 800 km nordost om huvudstaden Brasília. Antalet invånare är 8 403.
Omgivningarna runt Redenção do Gurguéia är huvudsakligen savann. Runt Redenção do Gurguéia är det mycket glesbefolkat, med 3 invånare per kvadratkilometer.